# Dirk Krümpelmann
Dirk Krümpelmann (* 22. August 1966 in Düsseldorf) ist ein ehemaliger deutscher Fußballspieler und gegenwärtiger Sportjournalist der Bild.

## Karriere

### Vereine
Krümpelmann begann sechsjährig in seinem Geburtsort beim SC Düsseldorf-West im Stadtteil Oberkassel mit dem Fußballspielen. Nach vier Jahren wechselte er in die Jugendabteilung von Fortuna Düsseldorf. Ab dem 1. Juli 1986 (bis zum 30. Juni 1991) war er Vertragsspieler der ersten Mannschaft, für die er am 3. Oktober 1986 (9. Spieltag) bei der 1:4-Niederlage im Auswärtsspiel gegen Borussia Dortmund in der Bundesliga – mit Einwechslung für Manfred Bockenfeld in der 77. Minute – debütierte, wie auch am 25. Oktober 1986 beim 2:1-Sieg n. V. über Bayer 04 Leverkusen in der 2. Runde des DFB-Pokal-Wettbewerbs. Sein erstes Bundesligator von insgesamt sechs, erzielte er am 28. November 1986 (16. Spieltag) bei der 2:5-Niederlage im Auswärtsspiel gegen Werder Bremen mit dem Treffer zum Endstand in der 88. Minute. Mit seinem ersten von drei Toren im Pokalwettbewerb schoss er seine Mannschaft am 7. März 1987 beim 1:0-Sieg über den Karlsruher SC ins Halbfinale. Seine Premierensaison im Seniorenbereich war verbunden mit dem Abstieg in die 2. Bundesliga. In dieser Spielklasse entwickelte er sich zum Stammspieler und trug in der Folgesaison mit sieben Toren in 35 Punktspielen zur Zweitligameisterschaft und somit zur Rückkehr in die Bundesliga bei. Am Ende seiner folgenden drei Saisons, in der ersten erzielte er fünf Tore, belegte Fortuna Düsseldorf den letzten Platz und spielte erneut in der 2. Bundesliga. Seine letzten beiden Saisons bestritt er von 1991 bis 1993 für den FC Bayer 05 Uerdingen, zunächst in der 2. Bundesliga Nord und – Aufstieg bedingt – in der Bundesliga, aus der sein Verein am Saisonende 1992/93 umgehend abstieg. Er hingegen beendete seine Spielerkarriere 1993 vorzeitig, da die Folgen eines Fouls durch Marc Oechler am 8. April 1993 (25. Spieltag) beim 2:1-Sieg im Heimspiel gegen den 1. FC Nürnberg, ihn dazu zwangen.

### Nationalmannschaft
Krümpelmann debütierte als Nationalspieler in der Schülernationalmannschaft, die am 13. April 1982 in Frankfurt am Main die Schülernationalmannschaft Englands mit 3:0 bezwang. Für die seinerzeitige DFB-Jugendauswahl „B“ kam er erstmals am 23. November 1982 in Landshut beim 2:0-Sieg über die Auswahl der Tschechoslowakei zum Einsatz. Für die in der Zeit vom 3. bis 5. Mai in der Bundesrepublik Deutschland ausgetragene U16-Europameisterschaft 1984 (2. UEFA Wettbewerb U16) bestritt er die beiden Qualifikationsspiele gegen die Auswahl der DDR, die am 13. April und 7. Mai 1983 mit 5:0 in Braunschweig und mit 1:0 in Eisenhüttenstadt gewonnen wurden, sowie das am 14. September 1983 in Kalmar mit 1:0 gewonnene Qualifikationsspiel gegen die Auswahl Schwedens. Des Weiteren kam er am 7. und 30. März 1984 in Enschede und Hagen in den beiden Viertelfinalbegegnungen mit der Auswahl der Niederlande, sowie am 3. und 5. Mai 1984 in Heilbronn und Ulm beim 5:1-Sieg über die Auswahl Jugoslawiens und beim 2:0-Sieg über die Auswahl der Sowjetunion im Halbfinale und Finale zum Einsatz.
Sein Debüt und sein einziges Länderspieltor erfolgte gegen die Auswahl Frankreichs; am 30. August 1983 wurde die erste Begegnung in Lahr mit 1:3 verloren, die zweite am 1. September 1983 in Bühl durch sein Tor mit 1:0 gewonnen. Höhepunkt dürfte seine Reise in die Vereinigten Staaten gewesen sein, wo er am 11. Februar 1984 in Fort Lauderdale mit seiner Mannschaft der Auswahl der Vereinigten Staaten ein 1:1 abtrotzen konnte. Im Jahr 1985 bestritt er mit den Qualifikationsspielen für die in Griechenland ausgetragene U16-Europameisterschaft 1986 am 20. März (2:0 gegen die Auswahl der Schweiz; in Haßfurt), am 8. Mai (3:1 gegen die Auswahl Dänemarks; in Ikast) und am 22. Mai (0:2 gegen die Auswahl Polens; in Radom) seine letzten drei Länderspiele.

## Erfolge
- U16-Europameister 1984